# Patricia Schwager
Patricia Schwager, née le 6 décembre 1983 à Frauenfeld, est une coureuse cycliste suisse. Professionnelle de 2006 à 2016, elle a été deux fois championne de Suisse du contre-la-montre et quatre fois championne de Suisse de course de côte.

## Biographie
Patricia Schwager débute en cyclisme en 1998, à 14 ans. En 2001, elle dispute ses premiers championnats du monde, en catégorie junior, à Lisbonne. Elle y prend la quinzième place du contre-la-montre.
Elle devient professionnelle en 2006 dans l'équipe autrichienne Elk Haus NÖ. Elle obtient cette année-là le premier de ses quatre titres de championne de Suisse de course de côte. En 2012 et 2013, elle est championne de Suisse contre-la-montre.
Fin 2015, elle est opérée pour soigner une blessure au quadriceps droit. Estimant qu'elle ne retrouverait pas son meilleur niveau, elle décide d'arrêter sa carrière en mai 2016.

## Palmarès
- 2001
  - 2e du championnat de Suisse du contre-la-montre juniors
- 2005
  - 2e du championnat de Suisse de course de côte
- 2006
  -  Championne de Suisse de course de côte
  - 3e du championnat de Suisse sur route
- 2009
  -  Championne de Suisse de course de côte
  - 2e du championnat de Suisse du contre-la-montre
- 2010
  -  Championne de Suisse de course de côte
  - 2e du championnat de Suisse du contre-la-montre
- 2011
  - 2e du championnat de Suisse du contre-la-montre
  - 2e du championnat de Suisse sur route
- 2012
  -  Championne de Suisse du contre-la-montre
  -  Championne de Suisse de course de côte
- 2013
  -  Championne de Suisse du contre-la-montre